# Salek Agung
Salek Agung is een bestuurslaag in het regentschap Banyuasin van de provincie Zuid-Sumatra, Indonesië. Salek Agung telt 2572 inwoners (volkstelling 2010).